# ダッセル
ダッセル（ドイツ語: Dassel, ドイツ語発音: [ˈdasl̩]）は、ドイツのニーダーザクセン州ノルトハイム郡に属す小都市である。

## 地理
ダッセルはアインベックの西、ゾリングの北東辺縁部、ホルツベルク山地の南から南東部、アムツベルゲ山地の南、エレンザーの森の西にあたる。すなわち、ダッセルはドイツに98ある自然公園の1つであるゾリング＝フォーグラー自然公園の端にあたる。海抜528mを最高地点とするゾリング山地のブンテル砂岩の山並みがダッセルの市境に延びている。緩やかな牧草地の谷や清らかな小川によって細かく分割されたアブラナ、カブ、穀物の畑が絵のような風景を創り出している。市内をシュピュリヒバッハ川が流れ、ダッセルの南東わずか数百 m の場所でイルメ川に注いでいる。

### 市の構成
ダッセル市は17の地区からなる。行政中心はダッセル地区にある。
| - アーメルゼン - ダッセル - ダイターゼン - アイレンゼン - エレンゼン - ヒルヴァルツハウゼン - ホッペンゼン - フンネスリュック - クリンメンゼン | - ラウエンベルク - リュートホルスト - マッケンゼン - マルクオルデンドルフ - ポルテンハーゲン - レリーハウゼン - ジーファースハウゼン - ヴェラーゼン |

### 気候
温帯に位置しており、長年の平均気温から、最低気温が 0 ℃ を下回ることはほとんどなく、最高気温が 20 ℃を超えることも滅多にない。1961年から1990年までの間の年間平均降水量は 879 mm で、ドイツの平均値を上回る。風向は西風が主である。

## 歴史

### 中世
ダッセルは、826年から876年の間にカール大帝によって征服されたザクセンに属すvilla Dassilaとして建設された。
この初期の農民の定住地は、10世紀末の聖ラウレンティウス教会の創立により重要性を増していった。このロマネスク建築はシュピュリヒバッハ川の右岸に建設された。1022年に神聖ローマ皇帝ハインリヒ2世はこの教会をマインツ大司教から取り上げヒルデスハイム司教区の管理下に移管した。
1113年のダッセル伯の創設により、ダッセルはその首邑となり、約2世紀の間、政治的・経済的成功の時代を過ごした。この頃、ダッセル伯家の最も有名な人物であるライナルト・フォン・ダッセルによって、ダッセルとマッケンゼンとの間に、フンネスリュック城が建設された。伯が権力中心を南に移動した後は、農民の教会、交易、手工業、市場の町となった。13世紀の最後の10年間に伯は急速に権力を喪失、アインベックやウスラーといった周辺地域の多くがヴェストファーレン領となり、ダッセルとその近郊の村落はヒルデスハイム司教に売却された。これ以後重要な通商・交易路はダッセルを素通りするようになり、この町の発展はほとんど停止した状態となった。

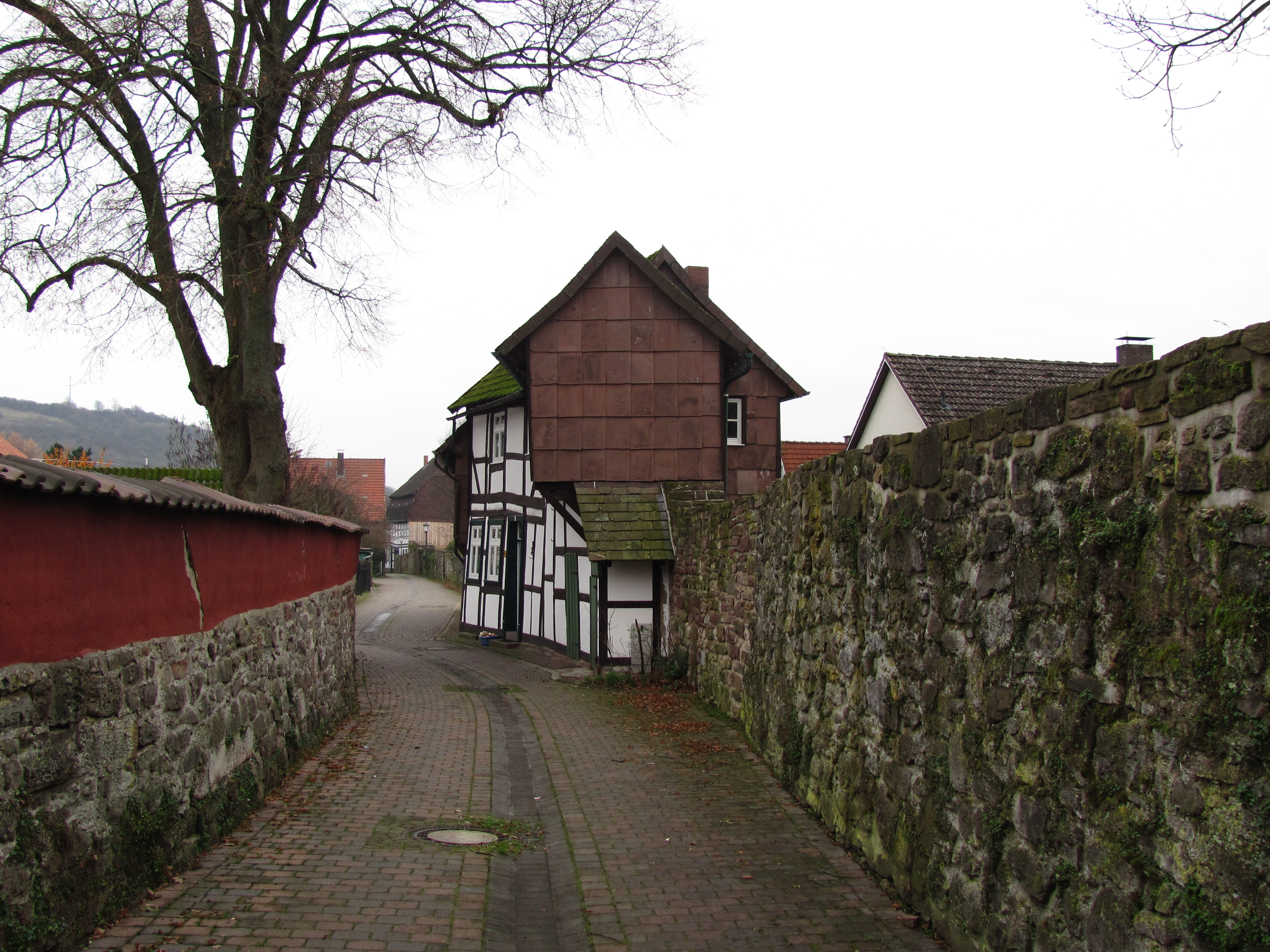
ダッセル市内に遺る中世の市壁跡

1310年、ヒルデスハイム司教によってダッセル周辺地域はヒルデスハイム司教領の飛び地となり、古いフンネスリュック城だけでは不十分でさらなる軍事防衛施設が必要なことが明白となった。こうした背景から、早速1315年にアルフェルトに準ずる都市権がダッセルに授けられ、これにより堀、壁、塔といった防衛施設を建設する資格が付与された。1392年の大火によりロマネスク様式の教会は焼失した。1447年、新しいラウレンティウス教会が完成した。この教会は1519年に再び起きた火災により損傷したが、修復された。
ヒルデスハイム司教は、この飛び地の代官所をフンネスリュック城に置いた。

### 近世
ブラウンシュヴァイク＝リューネブルク家のカレンベルク侯エーリヒ1世及びヴォルフェンビュッテル侯ハインリヒ2世（両者は叔父と甥の関係）とヒルデスハイム司教との間で戦われたフェーデ（1519年 - 1523年）でこの町は砲撃を受け、占領された。

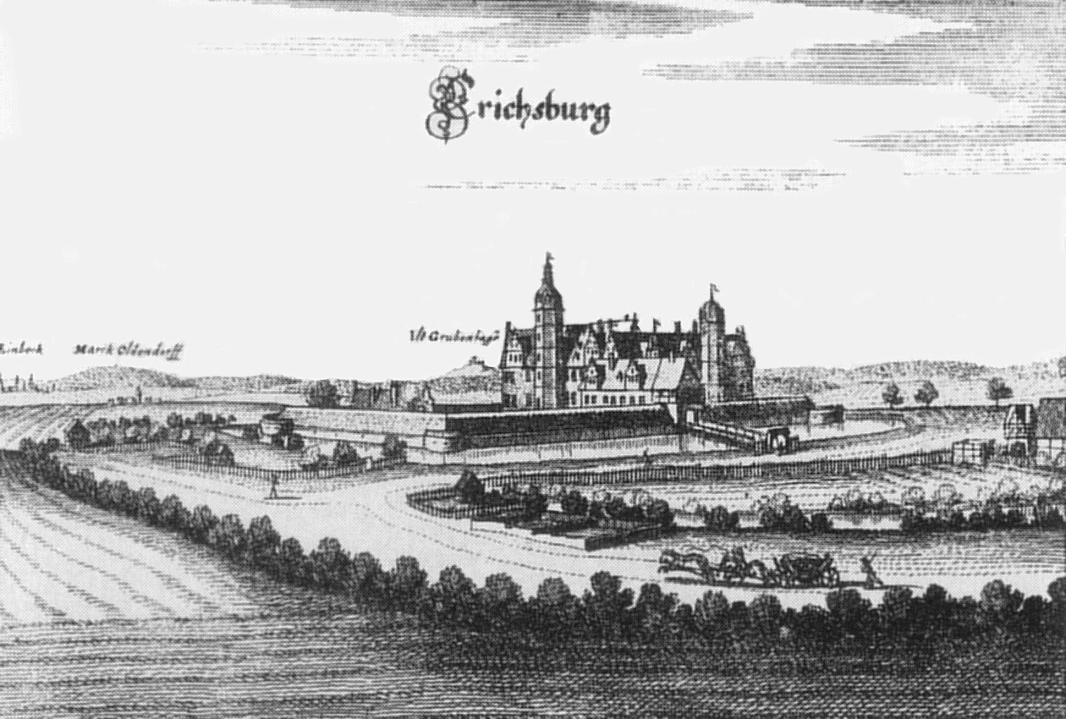
1650年頃にマテウス・メーリアンによって作成されたエーリヒスブルク城の銅版画

1523年の平和協定により、ヒルデスハイム司教はダッセルをカレンベルク侯エーリヒ1世に割譲した。エーリヒ1世は、数km北東の湿った低地に1527年から1530年にかけてエーリヒスブルク城を建設した。エーリヒ1世は、この城をダッセルの行政府とした。1539年には、ダッセルにラウエンベルク、リュートホルスト、ポルテンハーゲンを包含するアムト（行政単位）が創設された。
三十年戦争では、1625年にダッセルはティリー伯によって破壊された。戦争の結果、1643年にヒルデスハイム司教は1523年まで領有していた地域を回復した。これにより、ダッセルは再びヒルデスハイム司教領の飛び地となった。また、1523年以前同様、フンネスリュック城が行政中心となった。しかしこの当時、フンネスリュック城は城壁跡を残すだけであり、行政活動を行うためのオフィスに相当する建物が建設された。
1688年、ヒルデスハイム司教ヨプスト・エドムント・フォン・ブラベックによって私営の製鉄所が設立された。七年戦争ではダッセルは通過する軍隊を宿営させ、無償で物資の供給をしなければならなかった。

### 19世紀から20世紀
ダッセルは1802年にプロイセン軍によって占領された。その直後、ティルジットの和約によって数年間ヴェストファーレン王国領となった。ライプツィヒの戦いの結果フランス支配から解放された後、ダッセルは領土分配によってヒルデスハイム司教区の一部であるハノーファー王国領となった。
1811年、1848年、1850年に繰り返し起こった火災により市の大部分が破壊された。貧困をリンネルの生産と販売によって克服しようという試みがなされたが、少数は移民として流出していった。この頃、行政機構はアムト・エーリヒスブルク＝フンネスリュックに統合され、1859年にアムト・アインベックが創設された。
ハノーファー王国は1866年にプロイセン王国に併合された。20世紀初め、この街の人口は1,462人であった。1920年頃には、1,601人に増加した。2度の世界大戦でダッセルは建物の被害を受けなかったが、多くの戦死者や行方不明者を出しており、これらの人を追悼する戦争記念碑が建設されている。1930年にこの街は自立行政都市となった。
ダッセルの領有者の推移

### 名称
ダッセルは中世には Dassila または Dassele と表記されている。言語学者は、これを川沿いの湿った場所にある村を意味していると指摘している。
ダッセル伯は1325年に男系の家系が断絶し、現在ダッセル家を名乗る者は15世紀に創設されたダッセル家に由来する。
19世紀の移民によってダッセルという名はアメリカ大陸にもある。たとえばミネソタ州ダッセルは、ベルンハルト・ダッセルにちなんで名付けられている。

## 行政

### 議会
ダッセル市の市議会は28議席からなる。

### 紋章
ダッセル市の紋章は、青地に、8つ股に分岐した銀色の鹿の角と12個の珠が描かれている。市はこの紋章を1646年に採用した。この意匠は同時に印章としても採用され、これ以後、都市権の授与以来使われていたラウレンティウスの印章に取って代わった。
この意匠はダッセル伯の紋章に由来する。12世紀から13世紀には盾や長持といった所持品の目印として用いられ、13世紀の初めには硬貨にも使われた。たとえば、コルヴァイ修道院では鹿の角が刻印されたアドルフ・フォン・ダッセルの硬貨が見つかっている。

### 姉妹都市
- Egedal（デンマーク、デンマーク首都地域）
- メッケルン（ドイツ、ザクセン＝アンハルト州）

## 経済と社会資本

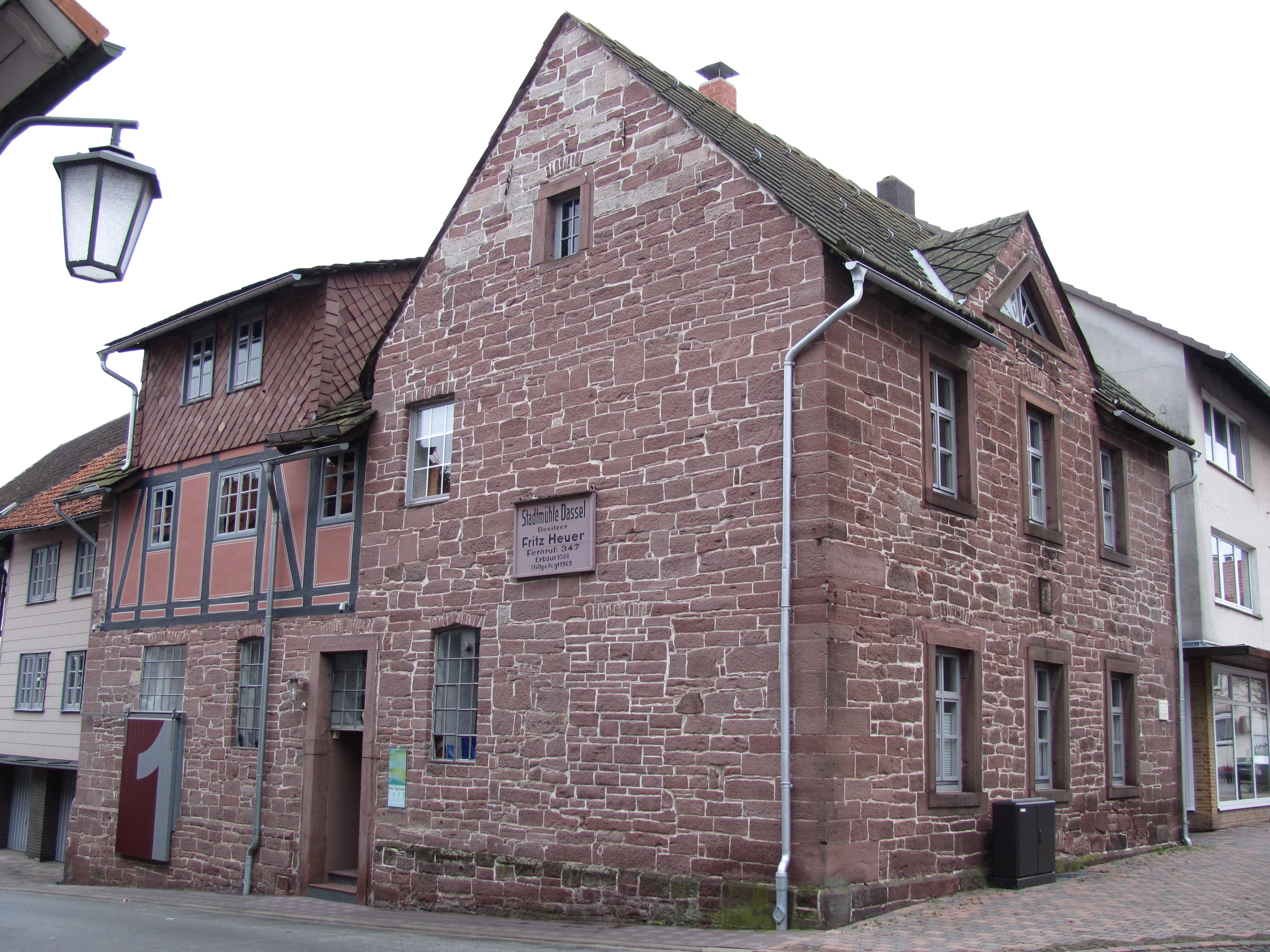
ダッセルの旧粉挽き場

### 建築
ダッセルの住居建築は19世紀までは専ら木組み建築であった。教会とマルクト広場沿いの市営粉挽き場だけが石造りであった。16世紀に建設されたレリーハウゼン地区のメルテン＝シュピース・ハウスは木組み建築の様式をゾリングの砂岩建築と融合させていた。この建物は20世紀に解体され、新たな建物として建設されたが、これは木組み建築ではなく、砂岩のファサードの一部を保持している。
現在、昔ながらの佇まいを遺す木組み建築は中心部の外にある集落に多くある。1945年以後旧ドイツ東部領土の故郷を逐われた人々が流入したことにより、多くの人は何年もの間トタン作りの小屋に住まねばならなかった。その後、大規模な土地活用により活発な建設工事が興った。この土地活用は、21世紀になって人口が減少に転じると住宅建設からオフィス建設に移行した。ダッセル中心街の唯一の機能建築が市庁舎である。1970年代の市庁舎建設に伴って、市壁前にあった歴史的な公衆浴場が取り壊され、芝生の広場となった。

### 教育
- 学校: ダッセルには基礎課程学校が2校、本課程・実科学校のライナルト・フォン・ダッセル・シューレとギムナジウムのパウル・ゲルハルト・シューレがある。
- プロテスタントのダッセル学寮がパウル・ゲルハルト・シューレの校内にあり、このギムナジウムやライナルト・フォン・ダッセル・シューレと協力関係にある。
- 市民大学: ノルトハイム郡立市民大学の分校がある。
- 図書館: 市立図書館

### 消防団
ダッセルの自衛消防団は、2つの分署に600人以上が参加している。この消防団は11台以上の車両を有しており、また14ある集落の消防団も合わせて18両の車両を有している。参加者の大部分はダッセルとマルクオルデンドルフの分署に所属している。年間150件の出動の90%がこの2つの分署で起こっている。

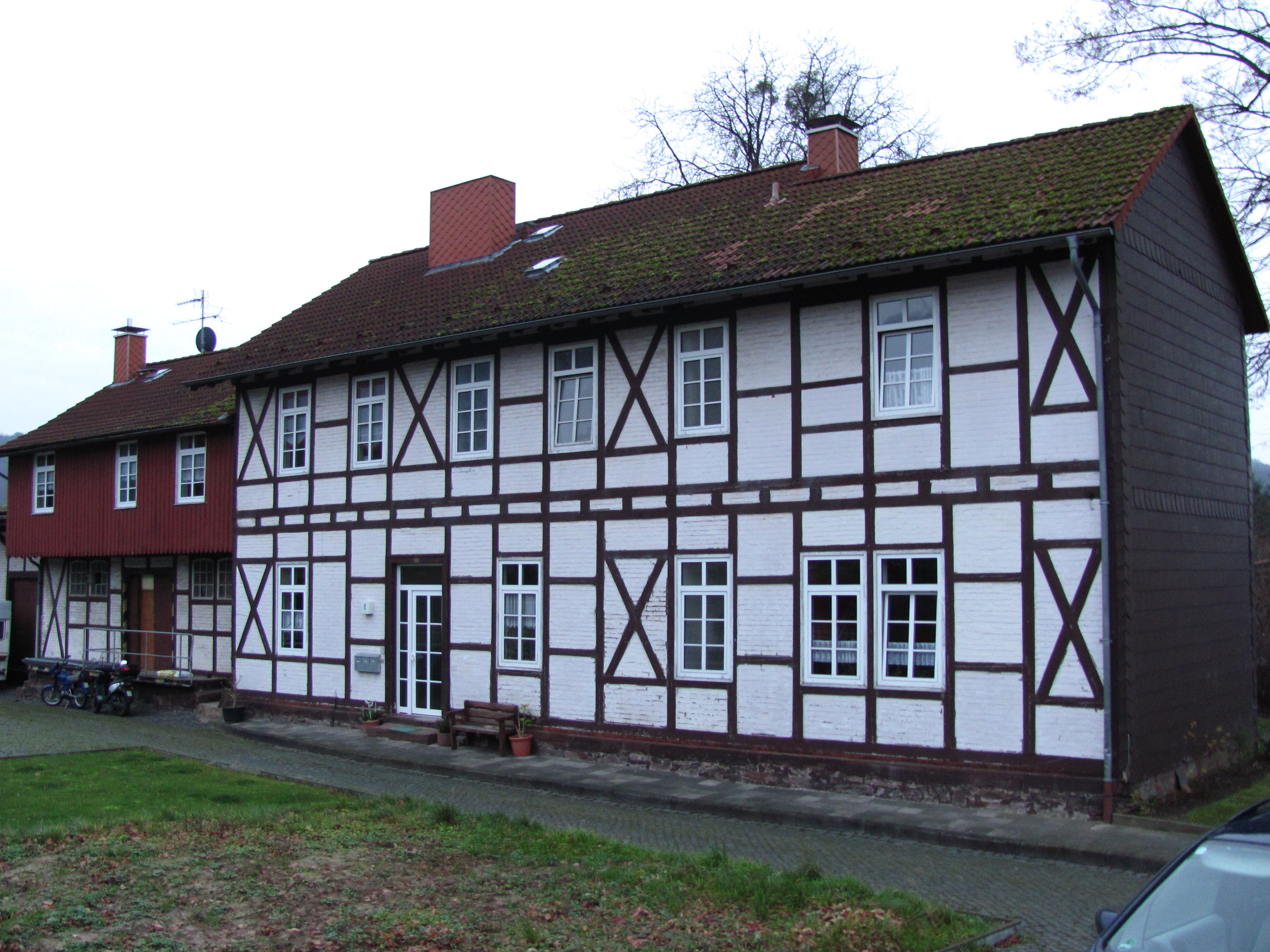
旧ダッセル駅

### 交通
1883年から2003年まで、単線、全長 13.1 km のイルメ鉄道がダッセルとアインベックとを結んでいた。この鉄道は1975年5月31日に旅客運行が廃止され、2002年12月20日に貨物運行も廃止された。バーンホーフ通りの起点である駅舎は旧市街の東にあり、住宅に改築されているが、現在でも容易に元の用途を想像することができる造りである。
現在は、イルメ鉄道 GmbH の多くの地域バス路線がダッセルと中級中心都市であるアインベックやシュタットオルデンドルフとを結んでいる。州道L580号線がダッセルからシュタットオルデンドルフへ、L549号線がヘクスターへ、L548号線がウスラーへ、L580号線が連邦道B3号線に接続してアインベックへ延びている。

### 経済
20世紀に入るまで、1000年の間（方法は時代によって変化したものの）耕作や牧畜などの農業がダッセルの経済を支えていた。13世紀に、炭焼き、鍛冶屋、大工といった手工業や林業がこれに加わり、ダッセル経済の大きな部分を占めるようになった。12世紀以降は、金属加工が重要な役割を担うようになった。16世紀にはレリーホイジッシェ・パピーミューレという製紙業が設立され、重きをなすようになった。18世紀には繊維業者がダッセルに現れた。
こうした歴史的な経済分野はいずれもダッセルに現存している。20世紀から21世紀には金属加工業が最も重要な分野となっている。こうした工業分野の他に、サービス業も成長してきている。

## 文化と見所

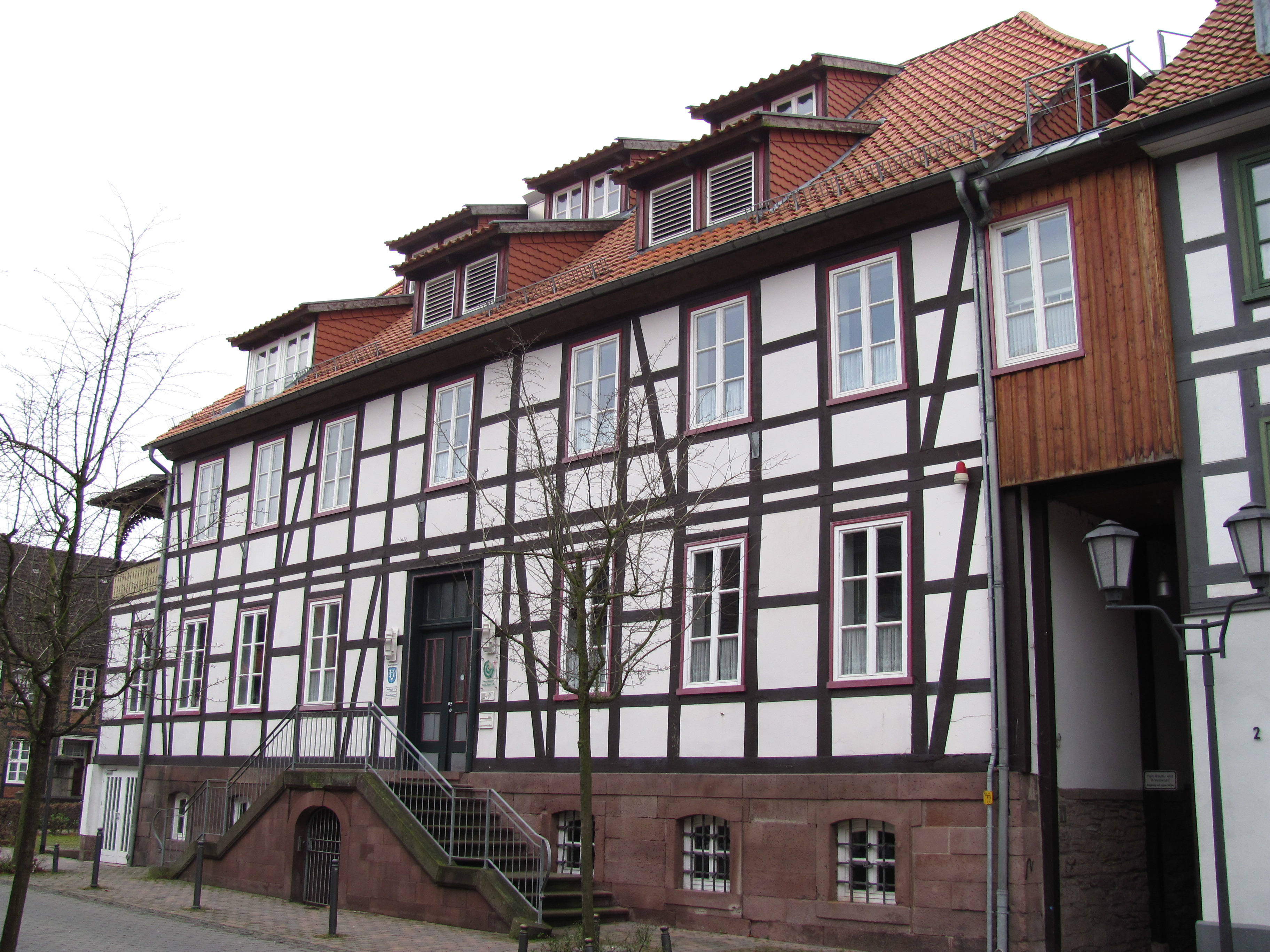
旧市庁舎

### 建築
- 聖ラウレンティウス教会: この後期ゴシック様式のホール式教会は1447年に完成した。18世紀に塔の切妻屋根が焼け落ち、ボンネット型の屋根に改築された。身廊と南の側廊の壁は、類例のないプロテスタントのルネサンス絵画で彩られている[12]。
- カトリックのミヒャエリス教会は1847年に古典主義様式で建設された。内部では、バロック様式の祭壇や1700年製の洗礼盤などが注目に値する[13]。
- マルクト広場沿いの旧市庁舎は1817年に外階段付きの木組み建築様式で建設された。その向かい側には、かつては聖ラウレンティウス教会を除いて唯一の石造りの建物であった1558年に建造された市営粉挽き場がある。この粉挽き場は1969年まで稼働していた。
- ダッセルには、たとえばオベーレ通りやノイエ通りに、数多くの木組み建築が遺されている。そのいくつかは建築資材を節約するために市壁に接して建てられている。その多くは装飾を排した比較的簡素な造りである。
- アン・デア・シュタットマウアーとリングマウアーという通りをその境界とするほぼ円形の中世の中核市区は、多くの市壁跡に囲まれているが、楼門は遺されていない。1970年代に旧市街を囲む市壁の外の高台に建設された新しい市庁舎の上には典型的なゴシック様式の尖頭屋根が載っている。
- ジーファースホイザー通り沿いの、旧市街から南西ほど近くにかつてのユダヤ人墓地がある。約20基の直立した墓石が建ち、その一部はヘブライ語で、一部はドイツ語で碑文が刻まれている。
- フンネスリュック地区の歴史的な水車: 司教のアムト・フンネスリュックのオフィス運営に利用された1643年製の水車である。
- フンネスリュック城: アムツベルゲン山中の城趾
- エーリヒスブルク城

- 聖ラウレンティウス教会
- 聖ミヒャエリス教会
- オベーレ通りの木組み建築
- ノイエ通りの木組み建築
- ユダヤ人墓地
- エーリヒスブルク城趾

### 記念碑
- 自然記念物 アベッケのオーク: このオークの木は、アベッケ集落建設を機会に18世紀末に植えられた。
- 自然記念物 フェルカーシュラハトアイヒェ（諸国民の戦いのオーク）: このオークの木はダッセルの中心にある。マッケンゼンから来る州道L580号線はここで、レリーハウゼンから来る州道L548号線に変わる。この木は、フランス支配から解放された事と、平和な時代の訪れを記念して1913年に植えられた。

### 博物館

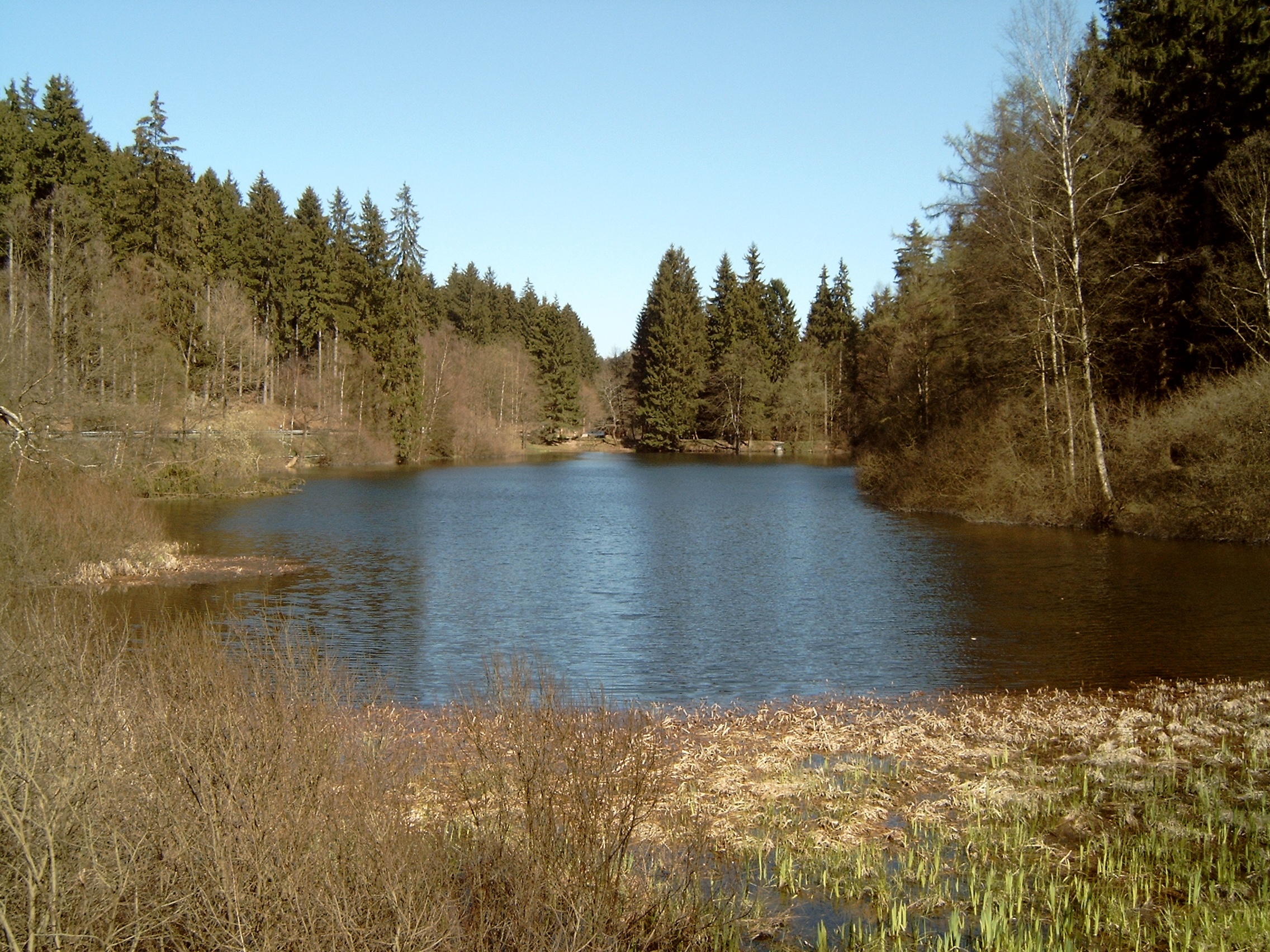
ゾリングのノイアー池

- ブランクシュミーデ・ナイムケ
- ダッセル伯博物館

### 自然
- ゾリングの高層湿原メクレンブルーフ
- ゾリングのノイアー池
- 森の学習路
- 小妖精の小径、ジーファースハウゼン地区

## 人物

### 出身者
- ライナルト・フォン・ダッセル（1114年から1120年までの間に生誕 - 1167年没）ケルン大司教（1159年 - 1167年）

### ゆかりの人物
- ヴィルヘルム・ブッシュ（1832年 - 1908年）滑稽詩の詩人。1846年から1847年にリュートホルストに住んだ。

## 引用
1. ↑  Landesamt für Statistik Niedersachsen, LSN-Online Regionaldatenbank, Tabelle A100001G: Fortschreibung des Bevölkerungsstandes, Stand 31. Dezember 2023
2. ↑  Max Mangold, ed (2005). Duden, Aussprachewörterbuch (6 ed.). Dudenverl. p. 261. ISBN 978-3-411-04066-7
3. ↑  ドイツ気象庁 Weather and Climate
4. ↑  Corveyer Traditionen § 428 (Wigand p. 95)
5. ↑  ハインリヒ2世の布告の文面 (Regesta Imperii)
6. ↑  Plümer, Erich: Zum 650jährigen Stadtrecht von Dassel, Einbecker Jahrbuch 26, 1964, pp. 91-
7. ↑  Havemann, Wilhelm: Geschichte der Lande Braunschweig und Lüneburg, 1837, S. 299
8. ↑  W. Keil: Neumanns Orts- und Verkehrslexikon, Bd. 1, p.166. Leipzig 1905.
9. ↑  Josef Habbel. Habbels Konversationslexikon, Bd. 1, p. 779. Regensburg 1922.
10. ↑  K. Casemir, F. Menzel und U. Ohainski: Die Ortsnamen des Landkreises Northeim. Verlag für Regionalgeschichte, Bielefeld 2005, pp. 86 - . ISBN 3-89534-607-1
11. ↑  Plümer, Erich: Siegel und Wappen der Stadt Dassel, Alt-Hildesheim 27, 1956, S. 42-45
12. ↑  Plümer, Erich: Die Wandmalereien in der Kirche zu Dassel, Alt-Hildesheim 23, 1952, pp. 19-23
13. ↑  G. Ulrich Großmann: Hannover und Südniedersachsen, p. 226. Köln 1999.